# Igreja Católica na Armênia
A Igreja Católica na Armênia  [português brasileiro]  (ou Arménia  [português europeu] ) é parte da Igreja Católica universal, em comunhão com a liderança espiritual do Papa, em Roma, e da Santa Sé. São poucos os católicos neste país, que é predominantemente ortodoxo oriental, especialmente a Igreja Apostólica Armênia, que não está em comunhão com Roma. A Fundação ACN afirma que normalmente a liberdade religiosa é respeitada pelo governo armênio, porém, tem suas limitações pelo tratamento especial que é dado à Igreja Apostólica Armênia, e também pelos conflitos territoriais de Nagorno-Karabakh com o Azerbaijão. A Igreja auxilia os refugiados do conflito por meio da Fundação ACN. Há principalmente no país a presença de dois ritos: o romano, usado pela maior parte dos fiéis católicos de todo o mundo, e o armênio, utilizado pela Igreja Católica Armênia, em comunhão com Roma, e que têm administrações distintas, ainda que ambas reflitam a mesma religião católica.

## História

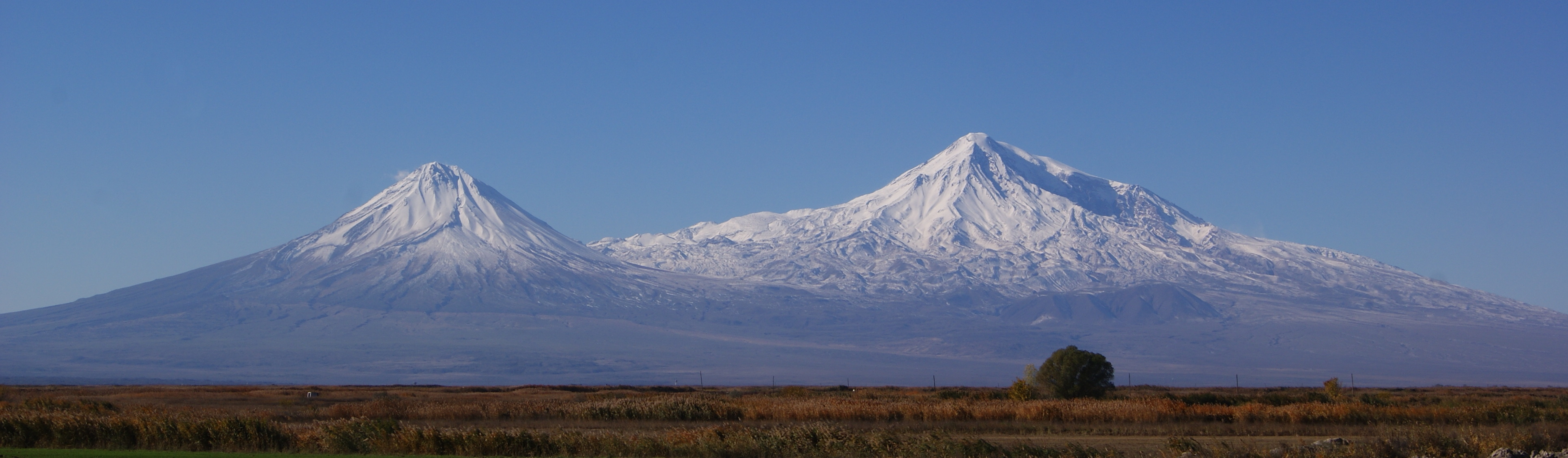
Monte Ararate, hoje localizado na Turquia.

### Antiguidade
O território da Armênia é a terra onde se teria assentado a Arca de Noé após o fim do dilúvio, que, segundo o livro do Gênesis, foi no Monte Ararate, hoje localizado em território da Turquia.

### Cristianização e divisão

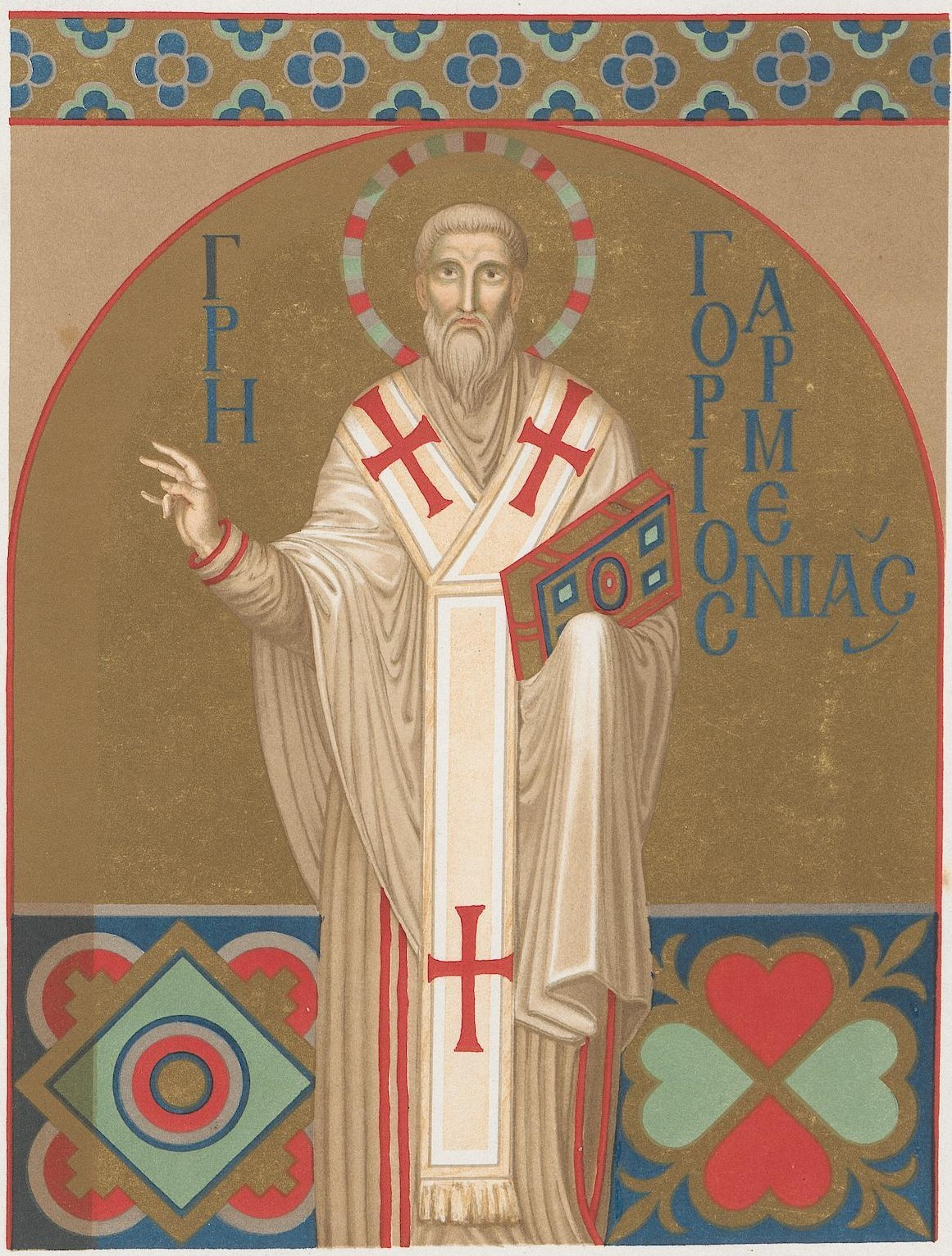
São Gregório, o Iluminador.

A tradição da Igreja afirma que os primeiros a pregar no país foram os apóstolos São Bartolomeu e São Judas Tadeu. A cristianização da Armênia começou com os esforços missionários de São Gregório, o Iluminador, ao converter o rei Tirídates III no fim do século III. No ano 303, o país tornou-se o primeiro no mundo a adotar o cristianismo como religião oficial. Sob o reinado de Cosroes III, foram feitos esforços para evangelizar os vizinhos georgianos e albaneses. A sé episcopal armênia estava em Valarsapate, sufragânea de Cesareia. Apesar da conversão do rei, o cristianismo enfrentava a oposição de sacerdotes pagãos e de vários príncipes. O Rei Ársaces II nomeou Narses, o Grande, como bispo em 353. O bispo realizou um sínodo sobre os impedimentos matrimoniais para os nobres, a abolição de costumes fúnebres pagãos e o estabelecimento de hospitais e leprosários. Ele acabou sendo assassinado pelo Rei Papa.
Durante os séculos IV e V, a Igreja perde seu apoio político. Os cristãos passam a ser perseguidos pelo rei Isdigerdes I, mas através da intervenção do Imperador Teodósio II, do Império Romano do Oriente, obtiveram tolerância do rei Vararanes V. Isaac, o Grande, foi apontado como bispo e, com a ajuda de Mesrobes Mastósio, estabeleceu o alfabeto armênio e traduziram a Bíblia e obras dos padres apostólicos, dando origem a uma literatura cristã armênia. A diocese tornou-se sufragânea de Constantinopla, e então escolas e missionários passaram a receber mais apoio bizantino. Em 435, foi realizado um concílio que aceitou o dogma mariano da Theotokos.
No século V, o termo Catholicos passou a ser usado como título oficial para os bispos metropolitanos. Em 444, o Católico José realizou um sínodo com 20 bispos que condenou os messalianos e paulícios. Em 450, em Artaxata, 17 bispos recusaram o convite do rei persa a aderir ao culto do deus Aramasde, gerando uma perseguição à Igreja armênia, e em 454, muitos bispos e padres foram martirizados. Mesmo com a ajuda bizantina, as atrocidades só pararam em 506.
Impedidos de participar do Concílio de Calcedônia, por problemas internos, os bispos armênios desenvolveram uma compreensão errônea dos problemas colocados pelo monofisismo, repudiando as doutrinas do concílio.
Em 572, após uma revolta contra os persas, o Catholicos João II fugiu para Constantinopla e aceitou a doutrina calcedônia. A Igreja do Reino da Ibéria também aceitou os ensinamentos do Concílio de Calcedônia, e Círio I, arcebispo de Misqueta, entrou em comunhão com o Papa Gregório I. Um novo sínodo realizado por Ezra levou a uma nova rejeição de Calcedônia, enquanto sob o império de Heráclio ele foi novamente aceito. A controvérsia seguiu assim durante o século VII.

### Invasão árabe e Cilícia

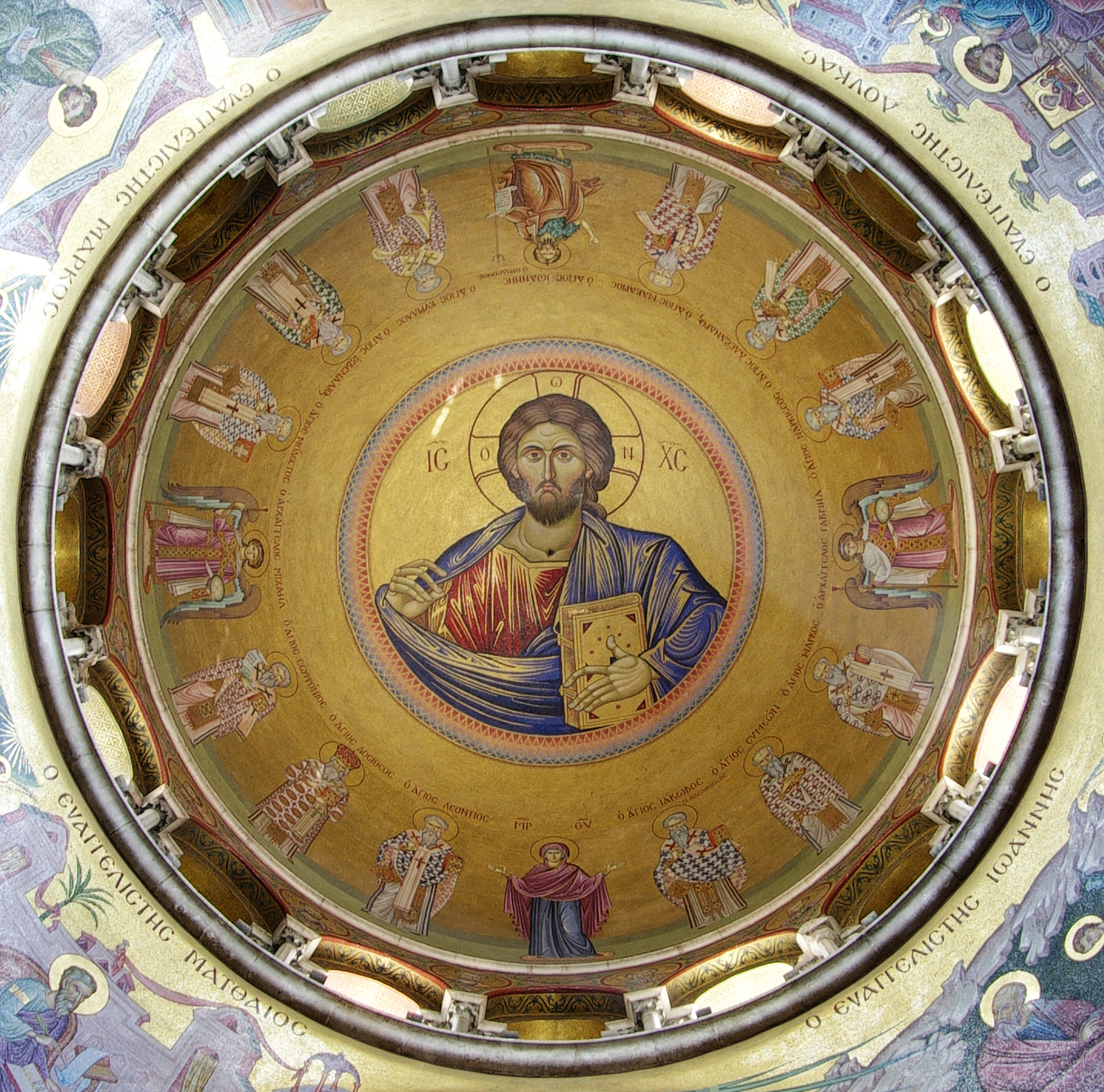
Santo Sepulcro, detalhe da cúpula sobre o Katholikon, Jerusalém

Invasores árabes conquistaram a Armênia em 653. Inicialmente tolerantes, os conquistadores passaram a intimidar e perseguir os católicos. Uma revolta em 772 resultou no incêndio de igrejas, conventos e na extinção de grande parte da aristocracia armênia. A sé de Dúbio foi abandonada pelos católicos por conta das hostilidades.
Vários sínodos do século VIII em Manzicerta trataram das doutrinas cristológicas em disputa em Bizâncio. Durante o controle dos abassidas, a sorte dos cristãos tornou-se quase inexistente, e revoltas frequentes foram reprimidas com perseguições intensificadas.
Durante as perseguições do século IV, vários armênios refugiaram-se na Cilícia (no centro-sul da Turquia); a eles agora se juntaram outros compatriotas. O príncipe armênio Ruben tomou a fortaleza de Partzpert e proclamou a independência da Cilícia em 1080. Seu filhoNo século XI, o filho de Rúben I, Constantino, alcançou ganhos ao território armênio, e chegou a fazer contato com líderes católicos da Segunda Cruzada. Em 1113, o Catholicos, Gregório III, participou do sínodo de rito latino em Antioquia. O Papa Inocêncio II enviou-lhe um pálio de presente, e ele, por sua vez, garantiu ao Papa Eugênio III sua disposição de aceitar as estipulações romanas a respeito do sacrifício da Missa. Gregório também esteve em contato com o Papa Lúcio III, a quem garantiu sua submissão filial em 1184 e de quem recebeu o pálio, uma mitra e um anel episcopal.
A Terceira Cruzada contou com a ajuda da Cilícia, e foi recompensada pelo Papa Celestino III, que reconheceu o Leão I, o Magnífico como o monarca dos armênios. O rei adotou muitos costumes ocidentais e passou a custódia de suas principais fortalezas à Ordem dos Templários. Hetum II e Constantino I protestaram junto ao Papa Gregório IX contra a tentativa dos cruzados de estender a jurisdição do Patriarcado Latino de Antioquia sobre a Armênia. Hetum II enviou João de Montecorvino ao Papa Nicolau IV com seu testemunho de submissão em 1289, em troca de ajuda para defender seu território e, apesar da tentativa do papa de enviar reforços à Armênia, os mamelucos capturaram Hromcla em 1292, fizeram Estêvão I prisioneiro e roubaram a relíquia do braço direito de São Gregório, o Iluminador. Um sínodo realizado em Sis, em 1307, empreendeu reformas dogmáticas e disciplinares de acordo com as prescrições romanas e, apesar da oposição violenta de alguns clérigos, o rei Oshin realizou outro concílio em Adana em 1316 que recebeu incentivo do Papa João XXII.
O último rei armênio, Leão V, foi capturado pelo califa do Egito, hospedando-se mais tarde na França. Por fim, a Cilícia caiu nas mãos dos tártaros, os quais a saquearam e perseguiram. Ainda assim, seu Catholicos, Constantino VI, representou os armênios no Concílio de Ferrara-Florença, e em 22 de novembro de 1439 aceitou os decretos do concílio. O Papa Eugênio IV enviou uma carta de agradecimento que foi recebida pelo pelo Catholicos Gregório IX.
Em Sis, os fiéis católicos restringiam-se às suas funções espirituais; sua região tinha, em 1587, 12 capelas, 24 dioceses, 300 padres, 20 conventos e centenas de monges. Os Católicos da Igreja Armênia dos séculos XVI e XVII aceitaram a profissão de fé católica romana. O Papa Pio V deu aos armênios a igreja de Santa Maria do Egito, e o Papa Gregório XIII, publicou sua bula Romana Ecclesia, na qual a fé dos armênios. Ainda assim, a influência das invasões muçulmanas sobre o país, ainda deixava seu povo em ebulição, fazendo com que a Armênia estivesse por vezes em união com Roma, e por vezes em cisma. Enquanto isso, os padres religiosos permaneceram ativos. Em 1583, os dominicanos estabeleceram uma província na Transcaucásia; e em 1626 os jesuítas também chegaram à região, mesmo sendo perseguidos.

### Armênia moderna e comunismo

Bandeira da República Socialista Soviética da Armênia

Em 1828, a Rússia ganhou o controle da região nordeste da Armênia, que anteriormente era controlada pelos turcos otomanos há mais de 300 anos. Foram feitas tentativas sistemáticas de incorporar os armênios ao Estado russo e à Igreja Ortodoxa Russa. Russos e turcos passaram o século XIX e parte do século XX disputando o território. Em 1922 passou a formar a União Soviética, sob o regime de Estado ateu, que entre as décadas de 1950 e de 1980, provocou profundos danos e perdas espirituais e materiais às igrejas apostólicas e de rito latino da Armênia, sob a dominação comunista. Mosteiros e outros edifícios religiosos foram fechados e o clero foi forçado a sair do país ou permanecer de forma clandestina, enquanto os líderes comunistas procuravam erradicar todos os vestígios da herança cristã armênia.
Em 1989, uma onda de violência eclode em Nagorno-Karabakh, uma região pertencente ao Azerbaijão e dominada pelos muçulmanos, e com população predominantemente católica armênia.

### Independência
O país tornou-se independente da União Soviética em 23 de setembro de 1991. A Igreja Apostólica Armênia recebeu o status legal de igreja nacional do país. Embora a constituição da Armênia também proclamasse a liberdade religiosa, o proselitismo era proibido a todos, exceto à igreja nacional, sendo todas as religiões minoritárias obrigadas a registar-se junto ao governo. A Igreja Apostólica Arménia estreitou suas relações com a Santa Sé após a derrubada do comunismo. Em 10 de dezembro de 1996, o líder Catholicos Karekin, falecido em 1999, e o Papa João Paulo II  proferiram uma declaração conjunta de fé que abrandou a lacuna teológica entre as duas igrejas. A Santa Sé garantiu o apoio do Vaticano para a reconstrução da sociedade armênia após o comunismo. Além disso, o papa ofereceu palavras de encorajamento aos líderes da Igreja Católica Armênia.

## Atualmente

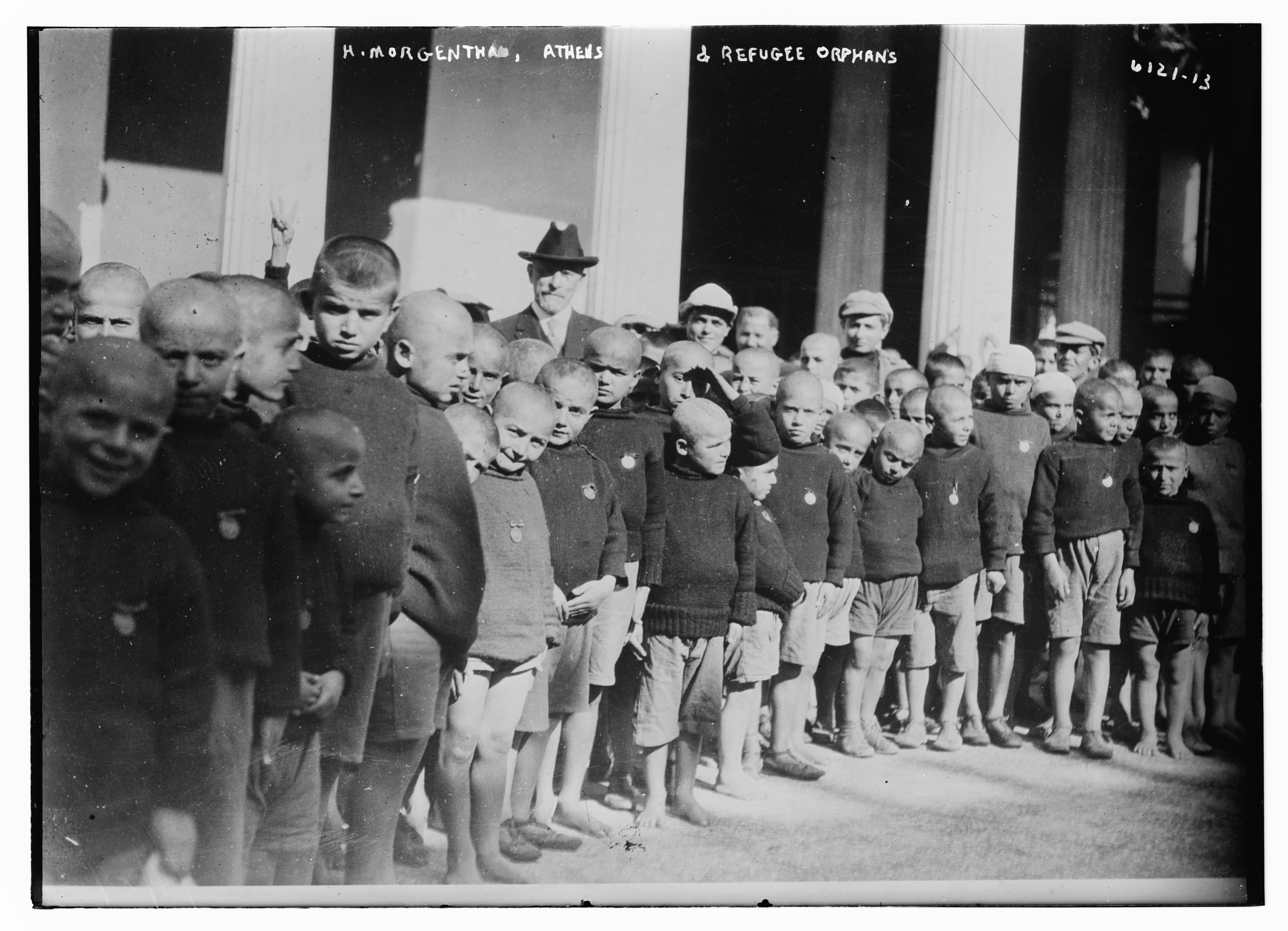
Refugiados e órfãos do Genocídio Armênio na Grécia.

Em 2000, a Armênia tinha 29 paróquias administradas por um padre secular e 16 padres religiosos, sendo a escassez de membros do clero uma consequência do governo comunista soviético. A Igreja Católica Armênia, que contava com cerca de 345.000 membros em todo o mundo naquele mesmo ano, era chefiada pelo Patriarca Narses Pedro XIX Tarmouni, que era sediada em Beirute, no Líbano. Durante uma celebração do Grande Jubileu de 2000, em Roma,  o Papa dirigiu-se a um grupo de católicos armênios baseado na capital italiana, exortando-os a não abandonarem aqueles que permaneceram na Armênia devido à pobreza. Ele também enviou uma mensagem aos membros da Igreja Apostólica Armênia, informando-os de que "O Papa de Roma está acompanhando cuidadosamente seus esforços para ser 'o sal da terra e a luz do mundo'." Em 2016 havia no país onze paróquias, onze sacerdotes, cinco irmãos religiosos, dez seminaristas maiores, 26 religiosas consagradas e cinco catequistas.
O sucessor de Karekin, chamado Karekin II também se encontrou com o Papa João Paulo II em novembro de 2000 para continuar os esforços de reconciliação da Igreja Apostólica Armênia com a Santa Sé. Durante essa visita, o papa presenteou os armênios com relíquias de São Gregório, o Iluminador, para serem colocadas em uma catedral em homenagem ao santo armênio então em construção em Erevã. Em 2001, os armênios celebraram os 1.700 anos da presença do cristianismo do país. Sobre o genocídio armênio, em 2001, o Papa João Paulo II e o patriarca supremo da Igreja Apostólica Armênia, Karekin II, lançaram um comunicado conjunto, chamando o ocorrido de "o primeiro genocídio do século" e de um "massacre sem sentido". Em 24 de abril de 2015, o Papa Francisco repetiu a mesma frase durante a celebração de uma missa pelo centenário do conflito, exortando também a comunidade internacional a reconhecê-lo também. A fala do Santo Padre enfureceu o governo turco, que convocou o núncio apostólico para explicações em Ancara. Francisco exortou também que a Turquia e a Armênia, e a Armênia e o Azerbaijão busquem uma reconciliação. Em 2016, o papa volta a chamar a matança de armênios de genocídio durante sua viagem apostólica à Armênia, gerando novos protestos de Ancara, chamando sua fala de "infeliz". A Santa Sé respondeu às críticas turcas por meio de seu porta-voz, Federico Lombardi. "Francisco rezou pela reconciliação de todos, não pronunciou nenhuma palavra contra o povo turco. O papa não faz cruzadas, não tenta organizar guerras", afirmou ele.
O censo de 2011 mostrou que há na Armênia cerca de 14 mil católicos. No final de 2021, a Igreja abriu um segundo escritório da Nunciatura Apostólica em Erevã, para atuar junto ao escritório de Tiblíssi, na vizinha Geórgia. Com essa ação, o Vaticano, espera acalorar a "relação antiga e prolífica" entre a Armênia e a Santa Sé "para o benefício de todos os armênios". Naquele mesmo ano, em 22 e 23 de setembro, um sínodo foi realizado para eleger um novo líder da Igreja Católica Armênia. Foi eleito Dom Raphaël François Minassian, arcebispo de Cesareia, na Capadócia, que adotou o nome de Sua Beatitude Raphaël Pedro XXI Minassian.
O Papa Francisco proferiu um discurso aos membros do sínodo da Igreja Católica Armênia em 28 de fevereiro de 2024, reunidos no Vaticano. O Pontífice afirmou que almeja uma "uma colaboração ainda mais estreita com a Igreja Apostólica Armênia", e também fez uma prece pelos refugiados da guerra de Nagorno-Karabakh, relembrando que "a Primeira Guerra Mundial devia ser a última", e que mesmo os países se unindo em organizações internacionais, como as Nações Unidas, mas, aconteceram "desde então, quantos conflitos e massacres, sempre trágicos e inúteis".

## Organização territorial
| Circunscrições eclesiásticas católicas da Armênia | Circunscrições eclesiásticas católicas da Armênia | Circunscrições eclesiásticas católicas da Armênia | Circunscrições eclesiásticas católicas da Armênia   | Circunscrições eclesiásticas católicas da Armênia | Circunscrições eclesiásticas católicas da Armênia |
| Circunscrição                                     | Rito                                              | Ano de ereção                                     | Catedral                                            | Foto                                              | Ref.                                              |
| ------------------------------------------------- | ------------------------------------------------- | ------------------------------------------------- | --------------------------------------------------- | ------------------------------------------------- | ------------------------------------------------- |
| Administração Apostólica do Cáucaso               | Romano                                            | 1993                                              | Catedral da Assunção da Bem-Aventurada Virgem Maria |                                                   | [ 19 ]                                            |
| Ordinariato Armênio da Europa Oriental            | Armênio                                           | 1991                                              | Catedral dos Santos Mártires                        |                                                   | [ 20 ]                                            |

## Liturgia
Além do rito romano, também há no país o rito armênio. A liturgia deste rito tem sua origem em Antioquia, com elementos siríacos, de Jerusalém e do rito bizantino, e foi organizada durante o século V. A língua litúrgica utilizada é o armênio clássico. Por motivos ecumênicos, isto é, para não se distanciar da Igreja Apostólica e também por limitações próprias, a Igreja católica armênia não renovou a sua liturgia, mesmo com a solicitação do Concílio Vaticano II.
Em 1742, diversas comunidades da Igreja Apostólica Armênia voltaram à plena comunhão com Roma, e hoje formam o Patriarcado da Cilícia dos Armênios.

## Nunciatura Apostólica
A Nunciatura Apostólica da Armênia foi criada em 1992, e sua sede fica localizada em Erevã, capital do país.

## Visitas papais
O país foi visitado por três vezes por papas, sendo duas vezes por São João Paulo II e uma vez pelo Papa Francisco. A primeira viagem foi feita entre os dias 2 e 4 de julho de 1999. A segunda viagem ocorreu entre 25 e 27 de setembro de 2001, incluindo em seu roteiro também o Cazaquistão.
| “ | Quando, através da pregação de São Gregório, o rei Tiridates III se converteu, uma nova luz raiou na longa história do povo armênio. A universalidade da fé uniu-se de maneira inseparável com a vossa identidade nacional. A fé cristã radicou-se de modo permanente nesta terra, situada à volta do monte Ararat, e a palavra do Evangelho influenciou profundamente a língua, a vida familiar, a cultura e a arte do povo armênio. Mesmo preservando e desenvolvendo a própria identidade, a Igreja Arménia não hesitou em comprometer-se no diálogo com outras tradições cristãs, bebendo no seu património espiritual e cultural. Logo desde os princípios, não só as Sagradas Escrituras, mas também as obras principais dos Padres Siríacos, Gregos e Latinos foram traduzidas para armênio. A liturgia arménia tirou a própria inspiração das tradições litúrgicas da Igreja do Oriente e do Ocidente. Graças a esta extraordinária abertura de espírito, a Igreja Arménia, ao longo da própria história, foi particularmente sensível à causa da unidade dos cristãos. Santos Patriarcas e Doutores, como Santo Isaque I, o Grande, Apovipcenes de Otmus, Zacarias de Dzag, Narses IV, o Gracioso, Narses de Lambron, Estêvão de Salmasta, Tiago de Julfa e outros eram bem conhecidos pelo seu zelo pela unidade da Igreja. | ” |
|   | — Celebração ecumênica de São João Paulo II na Catedral de São Gregório, o Iluminador, em Erevã, no dia 26 de setembro de 2001. |   |

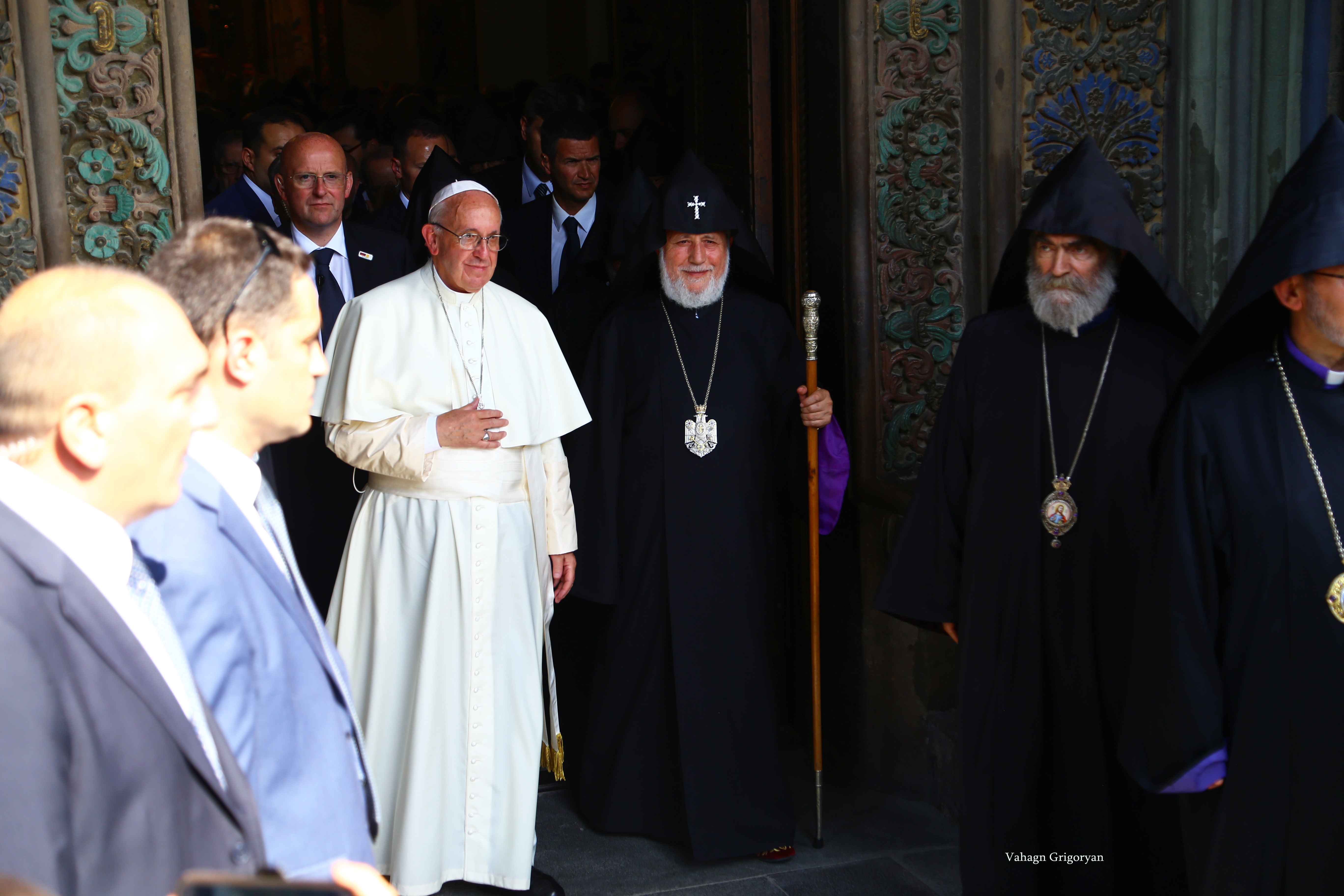
Papa Francisco durante sua visita à Armênia, em 2016.

Por fim, entre os dias 24 e 26 de junho de 2016, o Papa Francisco também visitou a Armênia.
| “ | Nesta ocasião solene, dou graças ao Senhor pela luz da fé acesa na vossa terra, fé que conferiu à Armênia a sua identidade peculiar e a tornou mensageira de Cristo entre as nações. Cristo é a vossa glória, a vossa luz, o sol que vos iluminou e deu uma nova vida, que vos acompanhou e amparou, especialmente nos momentos de maior provação. Curvo-me diante da misericórdia do Senhor, que quis que a Armênia se tornasse a primeira nação, desde o ano de 301, a acolher o cristianismo como sua religião, numa época em que grassavam ainda as perseguições no Império Romano. Para a Armênia, a fé em Cristo não foi uma espécie de vestido que se põe ou tira segundo as circunstâncias e conveniências, mas um elemento constitutivo da sua própria identidade, um dom de enorme valor que se há de acolher com alegria e guardar com empenho e fortaleza, à custa da própria vida. | ” |
|   | — Momento de oração do Papa Francisco na Catedral de Etchmiadzin, em 24 de junho de 2016. |   |

## Santos
A lista de santos não inclui apenas aqueles nascidos no território armênio, mas também aqueles relacionados à história do país:
- São Bartolomeu
- São Judas Tadeu
- São Simão, Apóstolo
- São Gregório, o Iluminador
- Santa Gaiana
- Santa Ripsima
- Santo Auxêncio
- Santo Eugênio
- Santo Eustáquio
- São Davino Armeno
- São Mardário
- Santo Orestes
- São Crisóleo
- Santos Agápio, Ático, Cartério, Estiríaco, Tobias, Eudóxio e companheiros
- Santos Antônio, Leôncio, Maurício, Aniceto e Sisínio
- Santos Félix e Nabor
- São Narses, o Gracioso
- São Servácio de Tongeren
- São Domécio da Pérsia
- Santo Hesíquio
- Santo Hiero
- Santo Irenarco
- São Nicanor